# Звёздный зверь (роман)
«Звёздный зверь» (англ. The Star Beast) — научно-фантастический роман Роберта Хайнлайна из его условной серии романов для юношества, впервые был опубликован в 1954 году. Первоначально вышел в несколько сокращённом виде с названием «Star Lummox» в журнале Fantasy & Science Fiction, в номерах за май, июнь и июль, в августе того же 1954 года издательство Charles Scribner’s Sons выпустило отдельное издание.

## Сюжет
Один из предков юного Джона Томаса Стюарта XI привёз из межзвёздной экспедиции инопланетное существо, которого назвали Ламмоксом. Внешне он отдалённо напоминает восьминогого бегемота соответствующих размеров, при этом первоначально был размером с щенка, но за долгую жизнь в семье Стюартов значительно вырос. Из-за этих размеров и интеллекта на уровне четырёхлетнего ребёнка он начинает восприниматься соседями Стюартов как угроза, а однажды вышел «на прогулку» со двора и нанёс значительный материальный ущерб провинциальному городу Вествилль. После этого мать Джона и некоторые жители города добиваются от суда решения уничтожить Ламмокса.
Отчаявшись спасти своего питомца, Джон Томас соглашается продать его в зоопарк. Но быстро меняет решение и убегает из дома вместе с Ламмоксом в окружающую город дикую местность. Его подруга Бетти Соренсон присоединяется к нему и предлагает тайно привести зверя обратно в город и спрятать его в теплице одного из соседей. В конце концов беглецов настигают и Ламмокса забирают.
Между тем, представители высокоразвитой, могущественной и ранее неизвестной расы хрошиа появляются на орбите Земли и требуют возвратить им украденного ребёнка, угрожая применением силы. Дружественный инопланетный дипломат намекает, что угроза не пустая. Сначала никто не ассоциировал Ламмокса с пришельцами, отчасти из-за разницы в размерах (Ламмокс был перекормлен). Ламмокс же оказался членом королевской семьи, точнее, наследной принцессой, что усложняло и без того напряжённые переговоры с хрошиа. Выяснилось, что с её точки зрения, у молодой Ламмокс на Земле просто было хобби: выращивание Джонов Томасов. Она даёт понять, что намерена делать это и впредь. Это даёт земным дипломатам рычаг влияния, необходимый чтобы предотвратить уничтожение Земли. По просьбе Ламмокс, Джон и Бетти женятся и отправляются вместе с ней на планету хрошиа в составе дипломатической миссии.

## Основные персонажи
- Ламмокс — живущий на протяжении нескольких поколений в семье Стюартов разумный инопланетный гость. Хотя он стал почти членом семьи, никто не знал точно о его степени разумности и значении для соплеменников. Любит есть железо, однажды съел целый подержанный «бьюик».
- Джон Томас Стюарт XI — последний из довольно знаменитого ряда Джонов Томасов Стюартов на момент действия романа. Владелец Ламмокса. Учился в старшей школе и планировал поступить в колледж на ксенобиолога.
- Миссис Стюарт — мать Джона Томаса, с которой он и живёт. Вдова, её муж не вернулся из очередной космической экспедиции.
- Бетти Соренсон — девушка Джона Томаса, живущая в общежитии после развода с родителями. Типичная героиня Хайнлайна, самостоятельная, смелая и умная.
- Шеф Дрейзер — начальник полиции Вествилля, по совместительству дьякон и преподаватель в воскресной школе.
- Рой Макклюре — министр по делам космоса Федеративного Сообщества Цивилизаций, исполняющий преимущественно церемониальные обязанности.
- Генри Гладстоун Кику — первый заместитель Макклюре, фактически выполняет всю реальную работу за него. Родом из Кении, является магистром искусств, почётным доктором литературы, кавалером ордена Британской Империи.
- Сергей Гринберг — один из помощников Кику. Родился на Марсе, но вернулся на Землю, чтобы поступить в Гарвардский университет.
- Доктор Фтаемл — инопланетный дипломат, представляющий интересы расы хрошиа на Земле. Внешне является горгоноподобным гуманоидом.

## Приём критиков
Писатель-фантаст и критик Дэймон Найт писал о романе:

Многие успешные научно-фантастические романы, даже менее чем десятилетней давности, уже не читают сегодня: они в целом некачественны, не предназначены для перепрочтения. Но Хайнлайн долговечен. Я читал этот роман два раза […] и надеюсь рано или поздно ещё раз его прочитать ради удовольствия. И более высокой похвалы я не знаю.

Обозреватель Galaxy Грофф Конклин описал «Звёздного зверя» как «одно из самых очаровательных повествований Роберта Хайнлайна». Критик Питер Миллер нашёл роман «одним из лучших за 1954 год». Алексей Паньшин в своём исследовании «Heinlein in dimension» называет этот роман хорошей иллюстрацией книги для подростков, которая не менее интересна и для взрослых читателей, он признаёт её стоящей особняком в творчестве Хайнлайна из-за обилия сатиры и чёрного юмора.